# Let L-410 Turbolet
De Let L-410 Turbolet is een Tsjechisch, vroeger Tsjechoslowaaks, hoogdekker passagiers- en vrachtvliegtuig voor korte afstand gebouwd door Let.
De L-410 vloog voor het eerst op 16 april 1969.

## Ontwikkeling
De ontwikkeling van de L-410 begon in de jaren '60 bij de Tsjechische, toen Tsjechoslowaakse, vliegtuigbouwer Let. De Russische, toen Sovjet, luchtvaartmaatschappij Aeroflot was op zoek naar een met turboprop aangedreven vervanging voor de Antonov An-2, waarna het deel ging nemen aan het project van Let. Na inleidende studies met de L-400, werd een nieuwe versie geïntroduceerd als L-410 Turbolet.
Het eerste prototype, de XL-410 gedoopt, vloog op 16 april 1969 voor het eerst. Wegens vertragingen in de ontwikkeling van een geschikte Tsjechische motor, de Walter M601, werden de prototypes en de eerste productieversie uitgerust met Pratt & Whitney Canada PT6A-27-motoren.
Nadat de ontwikkeling van de M601 was voltooid, werden de PT6A’s vervangen door M601-motoren gekoppeld aan 3-bladige Avia V508-propellers, waarna de tweede productieversie werd geïntroduceerd.
Een nieuwere versie voor Aeroflot was de L-410UVP. Deze versie had verbeterde start- en landingseigenschappen door de vergroting van de vleugel en staart. Door deze vergroting steeg het leeggewicht en verschoof het zwaartepunt in het toestel. Hierom werd de capaciteit teruggebracht naar 15 passagiers.
De L-410UVP-E, de meest voorkomende versie van de L-410, kreeg nieuwe motoren, Walter M601E’s en nieuwe 5-bladige propellers, Avia V510’s, waardoor het maximum startgewicht steeg naar 6 400 kg. Verder werd de capaciteit voor brandstof vergroot door nieuwe tiptanks. De eerste vlucht vond plaats in 1984, waarna productie begon in 1986.
De L-410UVP-E9 en L-410UVP-E20 zijn versies die lichtelijk van elkaar verschillen toegebracht om te voldoen aan verschillende certificaten. Het laatste lid van de L-410-familie is de L-420, deze zijn uitgerust met nieuwe Walter M601F-motoren.
De L-410UVP-E is een geheel metalen, forensenhoogdekker, zonder drukcabine, met 5-bladige Avia V510-propellers. Verder is de L-410UVP-E uitgerust met een intrekbaar landingsgestel. Het toestel maakt gebruik van twee hydraulische circuits; een hoofdcurcuit en een noodcurcuit. Het elektrisch hoofdsysteem werkt met 28 V DC. Het systeem om ijsvorming tegen te gaan is bij dit toestel een deiceing boot, een systeem dat grotendeels bestaat uit rubber die bij ijsvorming uitzet met perslucht, waardoor het ijs breekt en van de vleugels afvalt. Verder zijn de propellers en pitotbuis uitgerust met verwarmingselementen om ijsvorming daar tegen te gaan.
Het maximum startgewicht van de L-410UVP-E van 6 400 kg kan verhoogd worden naar 6 600 kg voor de L-410UVP-E9 en L-410UVP-E20, met een capaciteit van 17 tot 19 passagiers. Het toestel is voor IFR, ILS Cat.I en vluchten in ijscondities gecertificeerd.
Er zijn meer dan 1 000 Turbolets gebouwd, waarvan op dit moment nog zo’n 500 in dienst zijn. Het merendeel van deze toestellen was afgeleverd aan de Sovjet-Unie, waarvan weer veel zijn doorverkocht aan luchtvaartmaatschappijen in vooral Azië, Afrika en Zuid-Amerika. Veertig stuks zijn in gebruik in Europa, voor commerciële vluchten of skydiven. Er is ook een onbekend aantal in Rusland en andere voormalige Sovjet-landen. Turbolets kunnen gebruikt worden op korte en onverharde landingsbanen.

## Versies
- L-410: Prototype, drie stuks gebouwd.
- L-410A: Eerste productieversie, uitgerust met Pratt & Whitney PT6A-27-turbopropmotoren. 12 stuks gebouwd
- L-410AB: 4-bladige versie.
- L-410AF: Fotoversie afgeleverd aan Hongarije.
- L-410AG: Versie met vernieuwde apparatuur.
- L-410AS: Testversie, afgeleverd aan de Sovjet-Unie. 5 stuks gebouwd.
- L-410FG: Fotoversie.
- L-410M: Tweede productieversie, uitgerust met Walter M601A-turboprop motoren.
- L-410MA: Versie uitgerust met Walter M601B-turbopropmotoren, ook bekend als L-410AM
- L-410MU
- L-410UVP: Derde productieversie, die sterk veranderd is. Belangrijke veranderingen, een kofferruimte, een 0,80 m bredere spanwijdte, een groter kielvlak en, in vergelijking met de L-410M en L-410A, een andere motor, de Walter M601B. Deze versie beschikt over STOL-eigenschappen. UVP is de Russische equivalent van STOL.
- L-410UVP-S: Salonversie van de UVP, met een naar boven toe klappend toegangsluik.
- L-410UVP-E: Versie uitgerust met Walter M601E, 5-bladige propeller, verder zijn op de vleugeltippen extra brandstoftanks aangebracht.
- L-410UVP-E9
- L-410UVP-E-20
- L-410T: Transportversie van de L-410UVP, ladingsruim uitgebreid (1,25 bij 1,46 m). Kan tot zes brancards en een verpleger meenemen als medisch vliegtuig, of twaalf parachutisten. Verder kan het 1 000 kg aan vrachtcontainers meenemen.
- L-420: Versie die veel weg heeft van de L-410UVP-E, maar is uitgerust met nieuwe Walter M601F-motoren.

## Specificaties (L-410UVP-E)
- Bemanning: 2, piloot en co-piloot

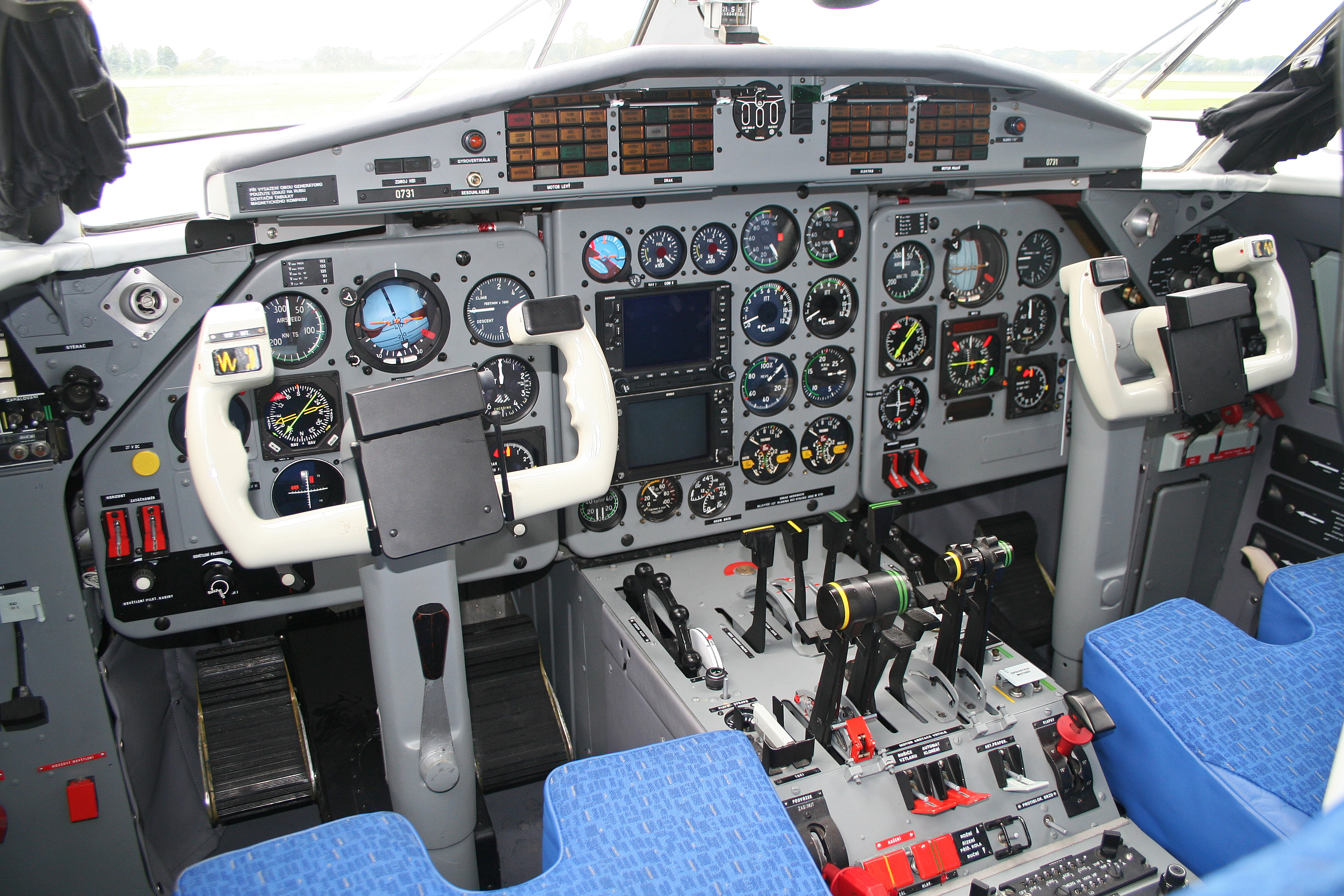
Cockpit van L-410UVP.

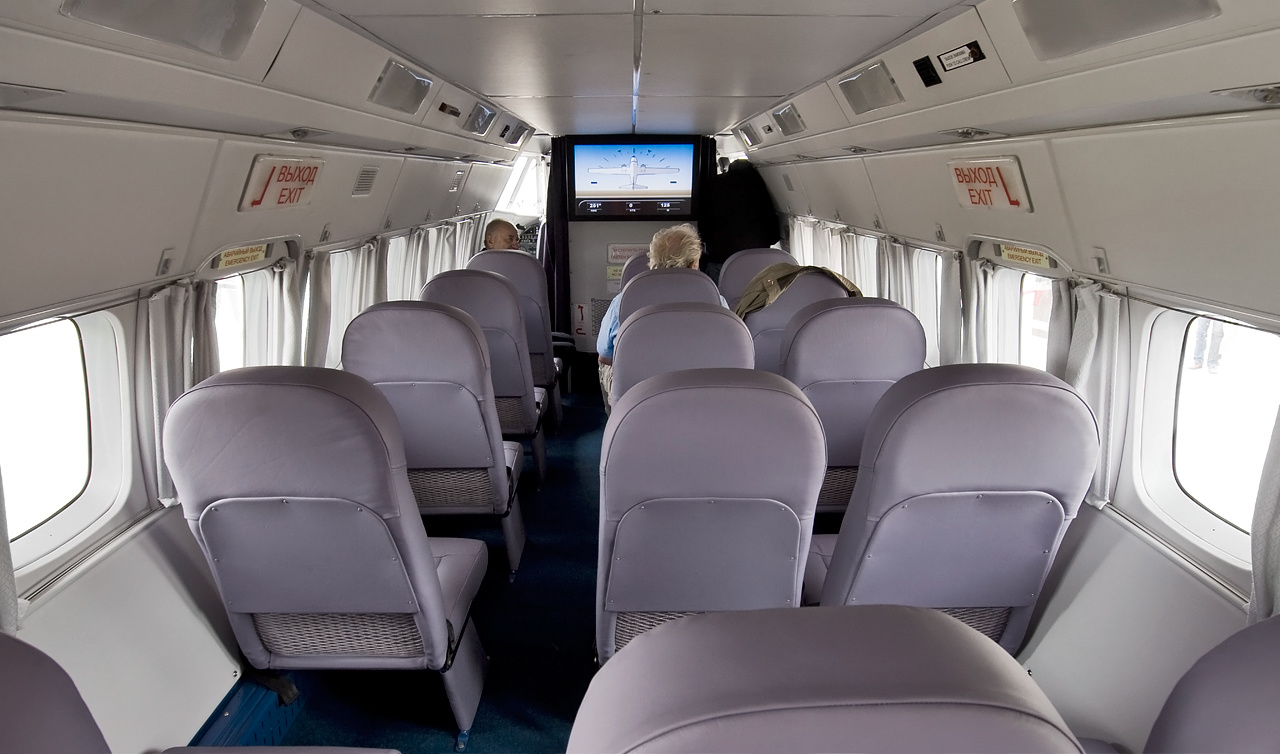
Cabine van L-410A.

- Capaciteit: 19 passagiers of 1 710 kg aan vracht
- Lengte: 14,42 m
- Spanwijdte: 19,48 m
- Hoogte: 5,83 m
- Vleugeloppervlak: 35,18 m2
- Leeggewicht: 3 725 kg
- Startgewicht: 5 800 kg
- Max. startgewicht: 6 400 kg
- Motoren: 2× Walter M601E-turbopropmotoren, 560 kW (750 pk) elk
- Maximumsnelheid: 388 km/h
- Kruissnelheid: 311 km/h
- Vliegbereik: 1 040 km
- Plafond: 7 000 m
- Klimsnelheid: 468 m/min

## Gebruikers

### Civiele gebruikers
- Brazilië
  - NHT Linhas Aéreas – 5 L-410UVP-E-20’s
- Democratische Republiek Congo
  - Kin Avia – 5 L-410UVP-E's[1]
- Filipijnen
  - SEARCA – 9 L-410’s
  - South East Asian Airlines – 6 L-410UVP-E’s
- Georgië
  - Vanilla Sky Georgia - 1 L410UVP-ER
- Guatemala
  - Transportes Aereos Guatemaltecos – 2 L-410UVP-E’s
- Haïti
  - Tortug' Air – 1 L-410UVP en 3 L-410UVP-E’s
- Honduras
  - Atlantic Airlines – 12 L-410UVP-E’s
- Oekraïne
  - Rivne Universal Avia – 1 L-410T en 12 L-410UVP’s
- Rusland
  - Kazan Air Enterprise – 2 L-410UVP-E’s
- Tsjechië
  - Van Air Europe - 5 L-410UVP-E's

In augustus 2006 waren er nog 313 L-410’s in dienst bij civiele instellingen. Naast de hierboven gegeven lijst zijn dit nog zo’n 110 andere instellingen, die dit type in kleine aantallen gebruiken.

### Militaire gebruikers
- Bulgarije
- Colombia
- Comoren
- Djibouti
- Estland – 2 L-410UVP’s (die geleverd waren aan de DDR) overgenomen van Duitsland na de Duitse hereniging
- Hongarije
- Indonesië
- Letland
- Libië
- Litouwen
- Rusland
- Slovenië
- Slowakije
- Tsjechië – 10 stuks in totaal van de typen; L-410UVP, L-410UVP-E en L-410T
- Tunesië

### Vroegere militaire gebruikers
- DDR
- Sovjet-Unie
- Tsjechoslowakije

## Lijst van incidenten
- Op 6 augustus 1977 stortte een L-410 neer in het Balatonmeer, hierbij kwam één persoon om het leven.[3]
- Op 10 september 2001 stortte een L-410 met 19 mensen aan boord neer in het oerwoud in de Mexicaanse staat Yucatan, alle inzittenden kwamen hierbij om het leven.[4]
- Op 2 juni 2005 stortte een L-410 van Transportes Aereos Guatemaltecos, met de registratie TG-TAG neer, met 19 personen aan boord. Iedereen overleefde het incident.[5]
- Op 21 juni 2007 stortte een L-410 van Karibu Airlines neer met 25 mensen aan boord. Één passagier overleed bij het ongeluk, 13 anderen raakten gewond.[6]
- Op 24 september 2007 stortte een L-410 van Free Airlines neer, waarbij één persoon kwam te overlijden. Vijf personen raakten gewond.[7]
- Op 8 oktober 2007 stortte een L-410 neer in Columbia.[8]
- Op 4 januari 2008 stortte een L-410 in Venezuela.[9]
- Op 25 augustus 2010 rond een uur 's middags lokale tijd stortte Let L-410 Turbolet van de Congolese luchtvaartmaatschappij Filair neer in de stad Bandundu in de Congolese provincie Mai-Ndombe, waarbij 20 mensen om het leven kwamen en 1 persoon overleefde. Het toestel was opgestegen vanaf de nationale Luchthaven N'Dolo van de hoofdstad Kinshasa met bestemming Bandundu.
- Op 13 juli 2011 stortte in Brazilië een L410 van NHT Linhas Aéreas kort na het opstijgen neer, waarbij alle 16 inzittenden omkwamen.[10]